# Klassieke filosofie en monotheïstische religies
In de islamitische, christelijke en joodse religieuze tradities zijn de werken van klassieke Griekse filosofen uitgebreid bestudeerd en hebben vele ideeën van bijvoorbeeld Plato en Aristoteles een specifiek religieuze invulling gekregen.

## God en het Goede
De Idee van het Goede, die voor Plato de "hoogste" idee is die het waarneembare transcendeert, is in monotheïstische tradities vaak vereenzelvigd met God. Dit is niet verwonderlijk gezien de overeenkomsten: in vele religieuze stromingen worden al-goedheid, verhevenheid en transcendentie toegeschreven aan God. In de christelijke scholastiek heeft men zelfs gepoogd beide ideeën te verenigen. God beschikt echter over enkele eigenschappen -b.v. antropomorfie- die in de idee van het Goede volledig afwezig zijn.

## God en de demiurg
De demiurg, die door Plato in de Timaeus wordt beschreven en daar de wereld creëert door de Ideeën/Vormen in de materie te "plaatsen", werd bijna vanzelfsprekend beschouwd als een gelijksoortig wezen als de God die in de bijbel, de koran en de torah de wereld schept. Een onderscheid is echter dat in bepaalde christelijke theologieën een schepping uit het niets voorgesteld wordt, een begrip dat in de Griekse filosofie volstrekt onbekend is. (De demiurg treft zijn 'materie' al aan voordat hij aan de slag gaat.) Noemenswaardig zijn in dit verband verder de gnostici, die beweerden dat er twee demiurgen waren, een goede en een kwade; hiermee probeerden ze een synthese te vormen tussen Plato's werk, het Oude Testament en het Nieuwe Testament. Hiermee verlieten ze uiteraard de oorspronkelijke betekenis van Plato's werk, maar bleven ze desalniettemin schatplichtig aan zijn gedachtegoed.

## God en de Onbewogen beweger
Aristoteles' idee van een onbewogen beweger van waaruit de wereld voortkomt, vertoont overeenkomsten met het idee van God qua scheppende kracht. Met name vanuit het deïsme, dat vanaf de zeventiende eeuw in Europa het theïsme steeds meer verdrong, ontstond er een grotere herkenning in de idee van een onbewogen beweger, die geen directe invloed uitoefent op de wereld, dan in de idee van een actieve demiurg. Zijn werk is -vreemd genoeg- ook aanstekelijk gebleken voor idealisten, hoewel ze zich daarbij moesten beperken tot een klein deel van zijn oeuvre.

## Griekse filosofie en ideeën over religie
Waar religieus denken gebaseerd is op a priori geaccepteerde dogma's en een rijkdom aan niet-geëxpliciteerde metaforen, kenmerkt filosofie zich door een vrij theoretiseren over allerlei problemen, waaronder politiek, religie, wetenschap, de wereld, en de relaties daartussen. Over de betekenis van religie is ook veel geschreven door Griekse filosofen. Plato -bijvoorbeeld- integreerde de religie in zijn politieke denkbeelden en beschouwde het als een machtsmiddel. Zie hierover het lemma Plato's theologie.

## Invloed en kritiek
De kerkvaders hebben bij de vorming van het christendom veel gebruikgemaakt van de Griekse ideeën. Tijdens de middeleeuwen verdwenen de Griekse bronnen echter uit de christelijke wereld en pas rond de 12e eeuw keerde het Griekse denken weer terug vanuit de Arabische wereld, waar de Griekse geschriften al eeuwenlang vertaald, geïnterpreteerd en verwerkt werden. In het jodendom werd vanaf ongeveer hetzelfde moment met name het platonisme van groeiend belang.
Hoewel er veel overeenkomsten zijn tussen een Goede God en het Goede, tussen Plato's scheppingsverhaal en de creatiemythen van de religieuze tradities, en tussen de Onbewogen Beweger en de godsopvatting van sommige religieuze stromingen, zijn de verschillen eveneens legio. Er kan bijvoorbeeld opgemerkt worden dat de concepten van Plato en Aristoteles geen enkele religieuze betekenis hebben: Bij Plato dient de idee van het Goede als een moreel richtpunt en zijn scheppingsverhaal als een metafoor; bij Aristoteles dient de onbewogen beweger als een logische verklaring voor een metafysisch probleem. Vooral bij Aristoteles zijn cultische elementen volledig afwezig.
Desalniettemin was de invloed van de Griekse ideeën groot en hebben vele religieuze stromingen de ideeën van de Griekse filosofen gebruikt, geïntegreerd en zelfs gemanipuleerd. Ook talloze hedendaagse theologen putten nog inspiratie uit het werk van de grote Griekse denkers.